# جنگ یهود
جنگ یهود (یونانی: Φλαυίου Ἰωσήπου ἱστορία Ἰουδαϊκοῦ πολέμου πρὸς Ῥωμαίους βιβλία) (یا با نام کامل کتاب‌های تاریخ جنگ یهود در برابر روم، اثر فلاویوس یوسیفوس) که هم چنین این کتاب در زبان انگلیسی با نام The Wars of the Jews معرفی شده‌است توسط یوسف فلاوی، مورخ یهودی-رومی که در قرن اول میلادی می‌زیست، به نگارش در آمده است. این کتاب توسط استیو میسن با عبارت «شاید تأثیرگذارترین کتاب، غیر از کتاب مقدس باشد، که در ارتباط با تاریخ غرب به نگارش درآمده است» توصیف گردیده‌است. 